# Booky and the Secret Santa
Booky and the Secret Santa es una película del 2007 de Canadá para televisión. Protagonizada por Rachel Marcus y Megan  Follows. Dirigida por Peter Moss basado en libro adaptado por Joe Wiesenfeld y escrito por Bernice Thurman Hunter'. La película se estrenó 11 de diciembre de 2007 en la televisión en CBC.

## Trama
Booky (Rachel Marcus) intenta llevar a su familia la mejor Navidad posible, a pesar de los tiempos difíciles durante la Gran Depresión de la década de 1930 cuando su padre (Stuart Hughes) pierde su trabajo. Ella consigue la ayuda de su madre (Megan Follows) y una tienda de departamentos del propietario (Kenneth Welsh).

## Elenco
- Rachel Marcus como Beatrice 'Booky' Thomson.
- Megan Follows como Francie Thomson.
- Kenneth Welsh como el Señor Eaton.
- Stuart Hughes como Thomas Thomson.
- Emilia McCarthy como Laura Westover.
- Sarah White como Willa Thomson.
- Dylan Everett como Arthur Thomson.
- Noah Ryan Scott  como Jakey Thomson.
- Libby Adams como Ada May.
- Nahanni Johnstone como Anne Westover.
- Jane Sowerby como Tía Susan.
- Miles Potter como Henry Westover.
- Diane D'Aquila como la Señora Eaton.

## Reconocimientos

### Premios y nominaciones
- 2008, Directors Guild of Canada nominación para Team Award DGC.
- 2008, Gemini Awards nominación para "Mejor sonido en un Programa Dramático.
- 2008, Gemini Awards nominación para Nahanni Johnstone por "Mejor Actuación por una Actriz en un Papel de Reparto en una Destacado Programa Dramático o Miniseries.
- 2008, Gemini Awards nominación a Megan Follows por "Mejor Actuación por una Actriz en un papel principal en un Programa Dramático o Miniseries.
- 2008, Gemini Awards nominación a Rachel Marcus por "Mejor Actuación por una Actriz en un papel principal en un Programa Dramático o Miniseries.